# Omoedus piceus
Omoedus piceus là một loài nhện trong họ Salticidae.
Loài này thuộc chi Omoedus. Omoedus piceus được Eugène Simon miêu tả năm 1902.